# Нікітас Какламаніс
Нікітас Какламаніс (грец. Νικήτας Κακλαμάνης, * 1 квітня 1946, Андрос) — 77-й мер міста Афіни до 31 грудня 2010 року, один із провідних політиків партії Греції «Нова демократія».

## Біографія
Какламаніс вивчав медицину у медицинському інституті Афінського університету імені Каподистрії. Мав медичну практику в Яніні. У період з 1975 по 1981 рік працював в Арестейо госпіталі Афін. 1980 року здобув другу спеціальність як лікар-онколог. Здобув ступінь доктора наук 1981 року.
Обіймав посаду генерального секретаря Загальногрецької медичної асоціації у період з 1984 по 1989 рік. Згодом був обраний депутатом Грецького парламенту за партійним списком «Нової демократії».
2004 року став міністром охорони здоров'я та соціальної взаємодопомоги Греції. З 2007 року обіймав посаду мера столиці країни — міста Афіни. 2010 року Нікітас Какламаніс балотувався в мери Афін на другий термін. На місцевих виборах року мером був обраний член ПАСОК Йоргос Камініс.